# Cesvaines pagasts
Cesvaines pagasts er en territorial enhed i Cesvaines novads i Letland. Pagasten havde 1.446 indbyggere i 2010 og 1.261 indbyggere i 2016 og omfatter et areal på 185,40 kvadratkilometer. Hovedbyen i pagasten er Cesvaine.